# Jules Clère
Jules Clère, né à Montmartre le 10 octobre 1850 et mort à Paris le 23 juillet 1934, est un journaliste et biographe français.

## Biographie
Il commence la rédaction de sa Biographie des hommes de la Commune et l'avait pratiquement terminée alors que celle-ci est encore en place à Paris, mais à la suite de sa chute, il retarde la publication qui n'intervient qu'en juillet 1871. Dans l'introduction de l'ouvrage il déclare ne pas avoir modifié le texte qu'il estime objectif et se dédouane d'avoir soutenu ce régime qu'il accuse a posteriori d'avoir  « fait peser sur la capitale un despotisme aussi cruel que stupide ».

## Collaborations
Il a utilisé les pseudonymes de Jules Rècle et E. Bussières et a écrit dans Le Courrier de Paris, L’Industriel, L’Avenir, La Réforme, Le Journal du Quartier latin, Le Courrier français, La Revue de Décentralisation, La Revue universelle, Le National.

## Publications
- Les Hommes de la Commune, biographie complète de tous ses membres, édition Édouard Dentu, 1871[2], plusieurs fois réédité.
- Biographie complète des députés, édition Garnier frères, 1873. Plusieurs éditions ultérieures avec mises à jour, 1875, 1877, 1879, 1880, 1888[3].

## Distinction
- Prix Petit-Bourg de la Société des Gens de Lettres en 1922[4]